# Rubén Berríos
Rubén Ángel Berríos Martínez  (* 21. Juni 1939 in Aibonito, Puerto Rico) ist ein puerto-ricanischer Rechtsanwalt, Politiker und derzeitiger Präsident der puerto-ricanischen Unabhängigkeitspartei.

## Leben
Berríos wurde in Aibonito (Puerto Rico) geboren. Er besuchte die High School und beendete diese 1957. 1961 machte er seinen Bachelor in Unternehmensführung und Wirtschaft an der Universität von Georgetown, seinen Doktor in Jura und einen Doktor in Internationalem Recht an der Universität von Oxford. Seine erste Frau war Schwedin und sein Sohn Rubén wurde in Stockholm geboren. Seit 1967 ist er Juraprofessor an der University of Puerto Rico.
Er ist die einzige Person in der puerto-ricanischen Geschichte, die am internationalen Gerichtshof zugelassen wurde.
Als Berríos 31 Jahre alt war, wurde er Präsident der Unabhängigkeitspartei (PIP) und war fünfmal Präsident dieser Partei. 1972 wurde der 33-jährige Rubén Berríos das erste Mal Senator. 1984, 1992, 1996 wurde er wieder zum Senator gewählt.
Er veröffentlichte die Bücher The Independence of Puerto Rico: Cause and Struggle, Puerto Rico: Nationality and Plebiscite und Towards the Puerto Rican Socialism.
Berríos wird von vielen Puertoricanern bewundert, auch von einigen, die seiner Ideologie nicht folgten. Bei seiner Kandidatur 1984 bekam er deshalb über 80 % aller Stimmen.

### Zivile Vergehen
1971 protestierte Berríos gegen die US Navy und wurde deshalb inhaftiert. Als Konsequenz wurde ihm die Professur an der Universität von Puerto Rico aberkannt (juristische Fakultät). Am 8. Mai 1999 beteiligte er sich mit anderen USA-Gegnern an einem Camp auf einem Bombentestgelände der US Navy in Puerto Rico. Im Dezember 1999 nahm er seinen Sitz im Senat wieder auf.
Am 4. Mai 2000 wurde er mit den verbleibenden Campern von US Marshals und US Marines evakuiert. Die Festnahme von Berríos wurde in Puerto Rico live übertragen. Fünf Tage später besetzte er den Stützpunkt wieder, wurde aber schnell wieder evakuiert. Da er mit den Bombentests der US Navy nicht einverstanden war, besetzte er den Testplatz ein drittes Mal. Er blieb fünf Tage in dem Testgebiet, bevor er wieder verhaftet wurde.

## Veröffentlichte Bücher und Reden
- Rubén Berríos: The Independence of Puerto Rico: Cause and Struggle. Vortrag vor den Vereinten Nationen, 1973.
- Rubén Berríos: Puerto Rico's Decolonization. 1997
- Rubén Berríos: Un Mapa Para la Ruta. 2004
- Rubén Berríos: Towards the Puerto Rican Socialism.

## Referenzen
- Puerto Rican Independence Party (1998). [Rubén Berríos: Cápsula Biográfica]. Puerto Rico.
- Puerto Rico Herald. Biography: Rubén Berríos (Memento vom 16. August 2006 im Internet Archive). Puerto Rico.